# Hermanos carnales
Hermanos carnales es el tercer álbum de estudio de la banda de Albacete Surfin Bichos. Se publicó en 1992 por el subsello Virus de la multinacional RCA Records,  y está considerado como el primer gran disco proto-indie español.
Se lanzó tras la salida del bajista José María Ponce, quedando el grupo como trío con Fernando Alfaro a la voz principal y guitarra, Joaquín Pascual a la guitarra y Carlos Cuevas a la batería, con la producción a cargo de Steve Gwynn y con una temática en las canciones donde estaban presentes las drogas, el incesto, la Biblia y la imaginería religiosa.
Del álbum se extrajo el single "Fuerte" y los EP "Mi hermano carnal" y "Efervescente", que incluyeron maquetas y versiones en directo que se incorporaron en la reedición de 2006. 

## Lista de canciones
1. "Mi Hermano Carnal"
2. "Viaje De Redención"
3. "Humo Azul"
4. "Efervescente"
5. "Hey, Lázaro"
6. "Ángel Transparente"
7. "Mis Huesos Son Para Ti"
8. "Fuerte!"
9. "Abrazo En Un Terremoto"
10. "San José Experience"
11. "No Puedes Imaginarte"
12. "En Otoño"
13. "Harto De Tu Amor"
14. "Ella Y Yo"
15. "La Estación De Las Lluvias"

### Bonus Tracks. Reedición de 2006
1. "Harto De Tu Amor (Versión Exterior)"
2. "Algo En Mí Ha Hecho ¡Click!"
3. "Efervescente (Directo)"
4. "La Tarde Es Fría Como Tú"
5. "Canción Mínima"
6. "San José Experience (Demo)"
7. "Abrazo En Un Terremoto (Directo)"
8. "El Monte De Las Cruces"
9. "Padre Viento Y Padre Mar"
10. "Capas De Olvido"
11. "Tormenta De Verano"
12. "Ni Bien Ni Mal (Sino Todo Lo Contrario)"
13. "El Último Día Que Me Verás"
14. "Estrella Fugaz"

## Personal

### Formación
- Fernando Alfaro - Cantante y guitarra
- Joaquín Pascual - Guitarra, bajo y teclados
- Carlos Cuevas - Batería

### Colaboradores
- Miguel Guardia - Bajo
- Isabel León - Coros
- Rick Woolgaw - Saxofón
- Matthew Kemp - Percusión
- David Gwynn - Guitarra